# Tormenta tropical Arthur (2002)
La  tormenta tropical Arthur fue el primer ciclón tropical de la temporada de huracanes del Atlántico de 2002. Se cree que el origen de esta tormenta fue el decaimiento de un frente frío en el golfo de México, que trajo lluvias de ligeras a moderadas a través del sureste de los Estados Unidos. Se desarrolló el 14 de julio cerca de la costa de Carolina del Norte, Arthur se dirigió rápidamente al noreste en gran parte del tiempo que duró como ciclón tropical. Alcanzó vientos máximos de 95 km/h el 16 de julio, aunque interactuó con un ciclón de nivel medio y aguas frías se convirtió en ciclón extratropical. Los remantentes de Arthur pasaron sobre Terranova causando fuertes vientos y precipitaciones, una persona se ahogó como resultado.

## Historia de la tormenta

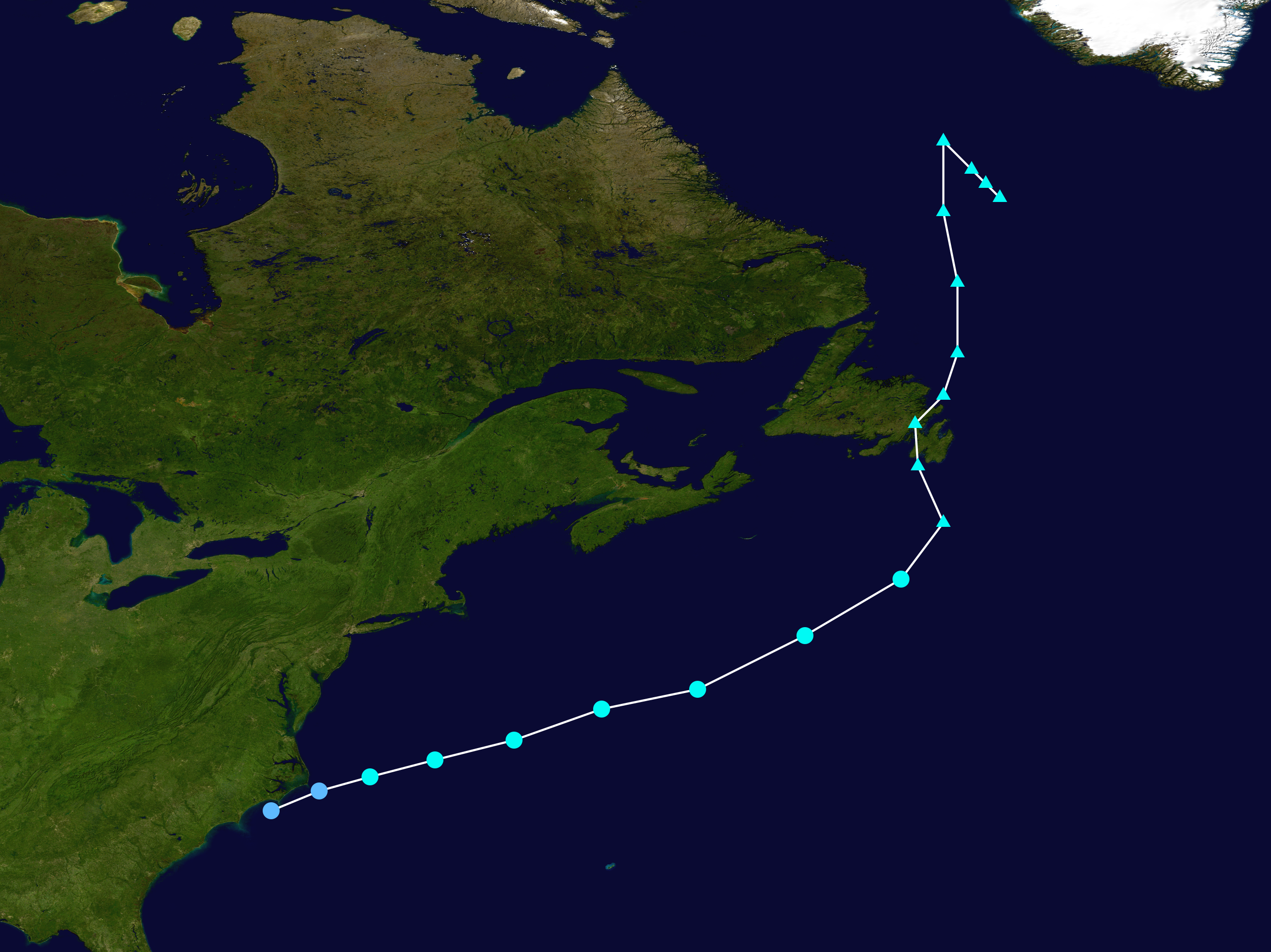
Trayecto de la tormenta.

Se cree que los orígenes de la tormenta tropical Arthur fueron causa de un frente frío en deterioro en la parte noreste del golfo de México en julio de 2002. Para el 9 de julio, una débil circulación de bajo nivel fue detectado.